# Azygophleps albofasciata
Azygophleps albofasciata är en fjärilsart som beskrevs av Moore 1879. Azygophleps albofasciata ingår i släktet Azygophleps och familjen träfjärilar. Inga underarter finns listade i Catalogue of Life.